# 아미도기가수분해효소
아미도기가수분해효소(영어: amidohydrolase) 또는 아미도하이드롤레이스는 아마이드 결합에 작용하는 가수분해효소의 일종이다. 아미데이스(영어: amidase)라고도 한다.
아미도기가수분해효소는 EC 번호 EC 3.5.1 및 EC 3.5.2로 분류된다.
아미도기가수분해효소 슈퍼패밀리는 다양한 화학적, 생리학적 역할을 가지고 있는 20,000개 이상의 구성원들을 포함하는 대규모의 단백질 패밀리이다. 이것의 복잡성과 규모 때문에 아미도기가수분해효소 슈퍼패밀리는 미지의 단백질의 기능적 할당을 위한 대규모 전략을 개발하기 위해 효소 기능 이니셔티브(Enzyme Function Initiative, EFI)에서 사용하고 있다.

## 예
- 베타-락타메이스
- 히스톤 탈아세틸화효소
- 유레이스

## 같이 보기
- 가수분해효소 (EC 3)
- 아미노기가수분해효소